# 长白山鼠兔
长白山鼠兔（学名：Ochotona coreana），一种分布于朝鲜北部及中国吉林东部长白山地区的小型哺乳动物，隶属于鼠兔科鼠兔属。本种原被视为东北鼠兔（Ochotona hyperborea）或高山鼠兔（Ochotona alpina）的一个亚种，有学者通过形态学研究认为本种为独立种。